# Netomocera setifera
Netomocera setifera är en stekelart som beskrevs av Boucek 1954. Netomocera setifera ingår i släktet Netomocera och familjen puppglanssteklar.
Artens utbredningsområde är:
- Tjeckien.
- Slovakien.
- Rumänien.
- Moldavien.
- Kroatien.

Inga underarter finns listade i Catalogue of Life.